# قوپی تپه ۲
قوپی تپه ۲ مربوط به سدهٔ ۶–۸ ه‍.ق است و در شهرستان نقده، بخش محمدیار، دهستان حسنلو، روستای شیخ احمد واقع شده و این اثر در تاریخ ۷ خرداد ۱۳۸۷ با شمارهٔ ثبت ۲۲۸۶۷ به‌عنوان یکی از آثار ملی ایران به ثبت رسیده است.